# 1978 في سوريا
فيما يلي قوائم الأحداث التي وقعت خلال عام 1978 في سوريا.

## أحداث
- 1 يناير – الانتخابات الرئاسية في سوريا 1978

## أفلام
من الأفلام التي صدرت هذه السنة في سوريا:
- 1 يناير – أحاديث عنهن

## مواليد

### يناير
- 1 يناير – أبو محمد العدناني ناطق رسمي سوري.
- 1 يناير – رغدة الخطيب
- 1 يناير – معن عبد الحق ممثل سوري.

### فبراير
- 20 فبراير – إياد مندو لاعب كرة قدم سوري.

### مارس
- 29 مارس – زينب بكور منافِسة أوليمبية سورية.

### يوليو
- 14 يوليو – عبدالسلام هيكل

### نوفمبر
- 7 نوفمبر – مكسيم خليل ممثل سوري.
- 15 نوفمبر – عمر حسنين دراج سوري.

## وفيات

### يناير
- 1 يناير – لؤي كيالي (مواليد 1934) رسام سوري.

### مارس
- 31 مارس – محمد الزواوي (مواليد 1896) لاعب كرة قدم تونسي.

### أكتوبر
- 7 أكتوبر – محمد ضياء الدين (مواليد 1932)